# Barrett Firearms Manufacturing, Inc
Barrett Firearms Manufacturing, Inc. ist ein US-amerikanischer Waffenhersteller, der für seine großkalibrigen Waffen im Kaliber .50 BMG bekannt ist. Das 1982 von Ronnie Barrett gegründete Unternehmen hat seinen Hauptsitz in Murfreesboro (Tennessee), bzw. genauer gesagt in dem benachbarten gemeindefreien Gebiet von Christiana.
Das erste und bekannteste Gewehr aus dem Hause Barrett war das M82A1 „Barrett Light Fifty“, das in verschiedenen Armeen, u. a. in der Bundeswehr (G82) und der US-Army (M107), Verwendung findet. Es ist ein schweres halb-automatisches Präzisionsgewehr, das selbst auf Entfernungen über 1.000 m leicht gepanzerte Ziele (zum Beispiel Fahr- und Flugzeuge, Radarantennen) effektiv bekämpfen kann. Durch das große Kaliber eröffneten diese Waffen neue Einsatzbereiche, die vorher nicht oder nur selten in Betracht kamen. 
Ein weiteres Produkt ist das Barrett REC7. Hierbei handelt es sich um ein Umbausatz für das M4 im neuen Kaliber 6,8 mm Remington SPC. Ziel dieser Weiterentwicklung ist die Leistungssteigerung hinsichtlich der Reichweite, Durchschlagskraft und Mannstoppwirkung im Vergleich zum üblichen Kaliber 5,56 × 45 mm NATO. Zusätzlich wird durch ein indirektes Gasabnahmesystem die Zuverlässigkeit des als Gasdrucklader konzipierten Sturmgewehres gegenüber dem M16 beziehungsweise M4 erhöht, welche eine direkte Gasabnahme benutzen.

## Produkte (Auswahl)

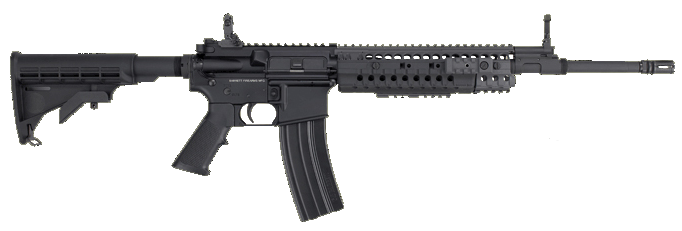
REC7

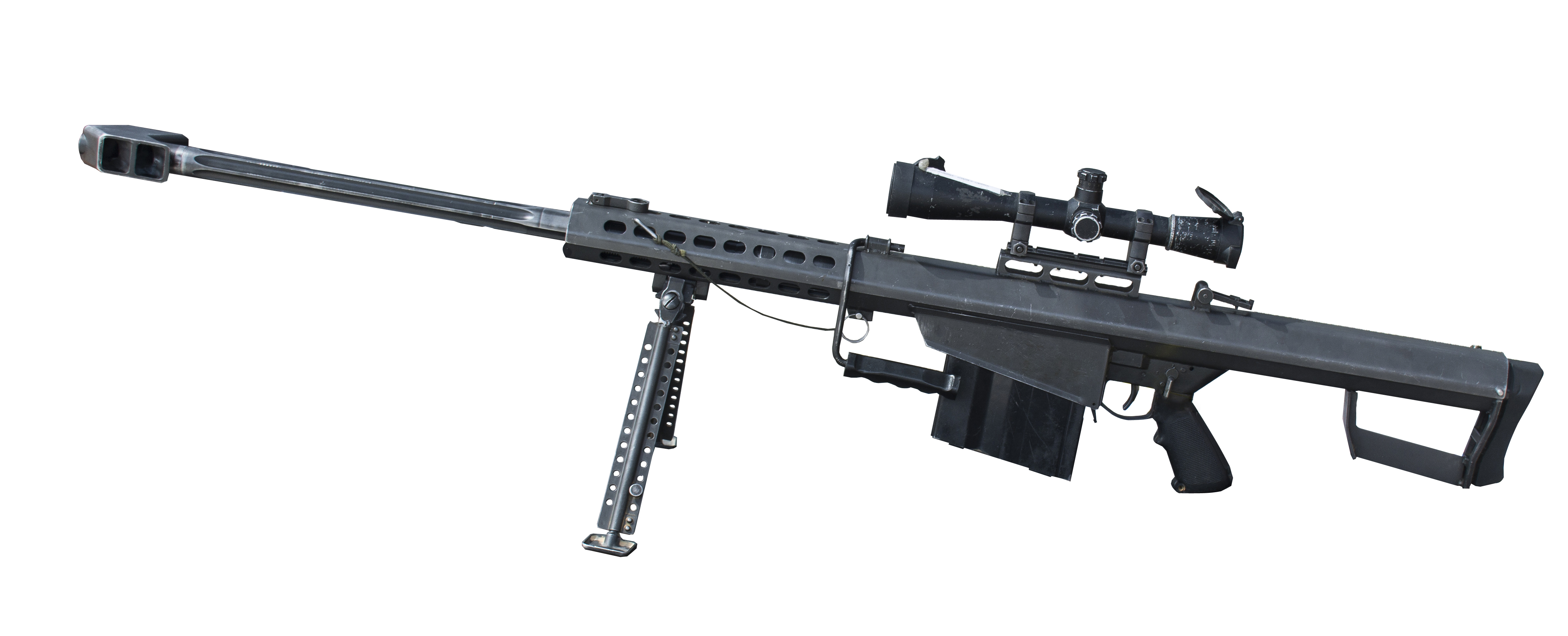
M82A1

- Barrett REC7
- Barrett M82M82A1
- Barrett M95
- Barrett M99
- Barrett XM109
- Barrett XM500
- Barrett M98B
- Barret MRAD

## Kaliber .416
Das Kaliber .416 10,6 × 83 mm Barrett ist eine von diesem Hersteller entwickelte Zentralfeuerpatrone, welche für Weitschüsse aus Präzisionsgewehren konzipiert ist. Die Patrone ist eine Alternative zum Kaliber .50 BMG, welches in einigen Ländern wie Italien, Polen oder den Niederlanden sowie in einigen US-Bundesstaaten wie Kalifornien für Zivilisten verboten ist. In Deutschland findet das Kaliber Verwendung für Long-Range-Sportschützen.